# Szymon Piotr Warszawski
Szymon Piotr Warszawski (ur. 24 września 1988 w Katowicach) – polski aktor teatralny i filmowy.

## Życiorys
Jest absolwentem III Liceum Ogólnokształcącego im. Adama Mickiewicza w Katowicach. W 2012 r. ukończył studia na wydziale aktorskim PWST we Wrocławiu. Popularność przyniosła mu rola Kacpra Wojnickiego w serialu Galeria.
Jest synem aktora Piotra Warszawskiego i aktorki Agaty Witkowskiej (1962–2012).

## Filmografia
- 2008: Mglistość dnia (etiuda szkolna) – chuligan
- 2011: Idziemy na wojnę! – młody barman
- 2011: Głęboka woda – reporter (odc. 12-13)
- 2012–2014: Galeria – Kacper Wojnowski, chłopak Olgi
- 2013: Ambassada – Hans
- 2014: Bogowie – Andrzej Bochenek
- 2015: Komisarz Alex – Igor (odc. 83)
- 2015: Czerwony pająk – asystent prokuratora
- 2016: Strażacy – Marek Kosmala, syn Jerzego (odc. 19-20)
- 2016: Ja, Olga Hepnarová – chłopak siostry Olgi
- 2016–2017: Belfer – młodszy inspektor Radosław Kędzierski, oficer CBŚ (odc. 8-10)
- 2017: Volta – Nieszmorowicz (Hiszpania 1808)
- 2017: Ojciec Mateusz – Roman Długosz, podwładny Wrony (odc. 221)
- 2017: Najlepszy – Paweł
- 2017: Mock (spektakl telewizyjny) – Eberhard Mock
- 2018: Miłość jest wszystkim – Rafał, przyjaciel Zbyszka
- 2018: Druga szansa – pełnomocnik Moniki Boreckiej (odc. 9-10 sezon V)
- 2018: Diagnoza – Konrad Zagórski (odc. 18-21)
- 2019: Stulecie Winnych – kolejarz Radomir Gołębiowski (odc. 4-5)
- 2019: Szóstka – doktor Tomasz Lipiński (odc. 1-5)
- 2019: Żmijowisko – Mateusz, kolega Arka
- 2020: Kod genetyczny – Marcin Moziłło
- 2020: Królestwo kobiet – Klaudiusz Wilczyński
- 2020: Sukienka – Bogdan
- 2021: Chyłka. Inwigilacja – Olgierd „Pader” Paderborn
- 2022: Wotum nieufności – dziennikarz „Zygzak”
- 2022: Brokat – urzędnik Włodek (5 odc. na 10)